# 第7回全国高等学校選抜ラグビーフットボール大会
第7回全国高等学校選抜ラグビーフットボール大会は2006年（平成18年）4月3日から4月9日まで熊谷ラグビー場及び陸上競技場及び補助陸上競技場にて行われた全国高校選抜ラグビー大会である。

## 出場校
※はシード校
北海道ブロック
- 札幌山の手（3年連続3回目）

東北ブロック
- 仙台育英※（2年ぶり6回目）
- 秋田工（2年連続3回目）
- 三本木農（3年ぶり2回目）

関東ブロック
- 桐蔭学園※（5年連続6回目）
- 茗溪学園※（2年連続2回目）
- 國學院久我山※（2年ぶり5回目）
- 正智深谷（2年ぶり6回目）

北信越ブロック
- 下伊那農（初出場）

東海ブロック
- 四日市農芸（初出場）
- 東海大翔洋（5年ぶり2回目）

近畿ブロック
- 東海大仰星※（7年連続7回目）
- 大工大※（2年連続4回目）
- 啓光学園※（6年連続6回目）
- 大阪朝鮮（初出場）
- 京都成章（初出場）

中国ブロック
- 江の川（初出場）

四国ブロック
- 新田（2年連続3回目）

九州ブロック
- 東福岡※（2年ぶり4回目）
- 大分舞鶴（3年連続5回目）
- 長崎北（3年ぶり2回目）

開催県枠
- 深谷（3年連続3回目）

チャレンジ枠
- 東京朝鮮（初出場）
- 福岡（初出場）

## 試合結果
- 時刻はすべて日本標準時 (UTC+9)
- 太字は勝利校を示す。

### 1回戦
| 2006年04月03日 11:00 | 深谷       | 10-8  | 福岡       | 陸上競技場 |
| 2006年04月03日 11:00 | 正智深谷   | 17-24 | 京都成章   | 陸上競技場 |
| 2006年04月03日 12:15 | 四日市農芸 | 12-24 | 江の川     | 陸上競技場 |
| 2006年04月03日 12:15 | 三本木農   | 12-19 | 大阪朝鮮   | 陸上競技場 |
| 2006年04月03日 13:30 | 東京朝鮮   | 5-24  | 長崎北     | 陸上競技場 |
| 2006年04月03日 13:39 | 札幌山の手 | 7-41  | 大分舞鶴   | 陸上競技場 |
| 2006年04月03日 14:45 | 秋田工     | 36-12 | 新田       | 陸上競技場 |
| 2006年04月03日 14:55 | 下伊那農   | 7-38  | 東海大翔洋 | 陸上競技場 |

### 2回戦・コンソレーション
| 2006年04月04日 11:00 | 東海大翔洋 | 3-79  | 東海大仰星   | 陸上競技場 |
| 2006年04月04日 11:00 | 東京朝鮮   | 38-7  | 新田         | 陸上競技場 |
| 2006年04月04日 11:00 | 秋田工     | 5-66  | 桐蔭学園     | 陸上競技場 |
| 2006年04月04日 12:15 | 茗溪学園   | 26-32 | 大分舞鶴     | 陸上競技場 |
| 2006年04月04日 12:15 | 啓光学園   | 14-20 | 長崎北       | 陸上競技場 |
| 2006年04月04日 12:15 | 正智深谷   | 20-7  | 四日市農芸   | 陸上競技場 |
| 2006年04月04日 13:30 | 大阪朝鮮   | 15-25 | 國學院久我山 | 陸上競技場 |
| 2006年04月04日 13:30 | 江の川     | 12-17 | 大工大       | 陸上競技場 |
| 2006年04月04日 13:30 | 札幌山の手 | 43-12 | 下伊那農     | 陸上競技場 |
| 2006年04月04日 14:45 | 東福岡     | 52-0  | 京都成章     | 陸上競技場 |
| 2006年04月04日 14:45 | 福岡       | 31-29 | 三本木農     | 陸上競技場 |
| 2006年04月04日 14:45 | 仙台育英   | 21-10 | 深谷         | 陸上競技場 |

### 準々決勝
| 2006年04月06日 11:00 | 仙台育英 | 7-10  | 國學院久我山 | 陸上競技場 |
| 2006年04月06日 12:15 | 大分舞鶴 | 5-56  | 東海大仰星   | 陸上競技場 |
| 2006年04月06日 13:30 | 東福岡   | 60-22 | 大工大       | 陸上競技場 |
| 2006年04月06日 14:45 | 長崎北   | 17-21 | 桐蔭学園     | 陸上競技場 |

### 準決勝
| 2006年04月07日 12:00 | 東福岡       | 57-5  | 桐蔭学園   | 陸上競技場 |
| 2007年04月07日 13:15 | 國學院久我山 | 19-44 | 東海大仰星 | 陸上競技場 |

### 決勝
| 4月9日 13:00 | 東海大仰星 | 31-15 | 東福岡 | 陸上競技場 観客数: 800人 レフリー: 藤実 |
| 4月9日 13:00 | 詳細       |       |        | 陸上競技場 観客数: 800人 レフリー: 藤実 |

| 全国高等学校選抜ラグビーフットボール大会 第7回大会 優勝 |
| ------------------------------------------------------- |
| 東海大仰星高校 初優勝                                   |